# Syn Cole
Syn Cole (* 25. März 1988 in Pärnu als Rene Pais) ist ein estnischer DJ und Musikproduzent.

## Leben
Cole hat eine Ausbildung in klassischem Klavier und spielt seit 2012 mit dem Synthesizer, Klavier, Gitarre und Schlagzeug. Seine erste Einspielung mit Madame Buttons im Jahr 2013, Miami 82, erreichte die Top 10 der US Billboard Club Play Charts und die Top 20 der Billboard Dance Radio Charts und wurde später mit einem Sprite-Werbespot veröffentlicht. Er hatte Live-Auftritte bei Festivals wie Tomorrowland, Creamfields, EDC Las Vegas sowie Ultra Miami und ist im Partyhotel Ushuaia auf Ibiza zu sehen.

## Diskografie

### Kompilationen
- 2018: Synergy

### Singles
- 2013: April
- 2013: Miami 82 (feat. Madame Buttons)
- 2014: Bright Lights
- 2015: Pump! (mit Felguk)
- 2015: It’s You
- 2015: May
- 2016: Feel Good
- 2016: The Daze (feat. Madame Buttons)
- 2016: Follow Me (feat. Joshua Radin)
- 2016: Californication (feat. Caroline Pennell)
- 2017: Sway (feat. Nevve)
- 2017: Got the Feeling (feat. kirstin)
- 2018: Who You Are (feat. MIO)
- 2018: Happy Again (feat. Lissa)
- 2018: Getaway
- 2019: Horizon 83
- 2019: Lights Go Down (mit Dakota)
- 2019: Discovery (mit Victor Crone)
- 2019: Gizmo
- 2019: Cool with That (feat. Golden Age)
- 2019: Mind Blown
- 2019: Keep Going
- 2020: Groove
- 2020: Cinematix
- 2020: Gold (feat. Graham Candy)
- 2020: Rush
- 2020: Catch (feat. Victor Crone)
- 2020: Over You (feat. Carly Paige)
- 2020: Close (feat. Sarah Close)
- 2020: Time
- 2020: Thinking of You

### Remixe
- 2012: Avicii feat. Salem Al Fakir – Silhouettes
- 2013: Kerli – The Lucky Ones
- 2013: Avicii feat. Dan Tyminski – Hey Brother
- 2014: Zedd feat. Matthew Koma & Miriam Bryant – Find You
- 2014: Katy Perry – Unconditionally
- 2014: Ed Sheeran – Sing
- 2014: Jennifer Lopez – First Love
- 2014: Coldplay – A Sky Full of Stars
- 2014: Kiesza – No Enemiesz
- 2014: Take That – These Days
- 2015: Feder feat. Lyse – Goodbye
- 2015: Nicky Romero vs. Volt & State – Warriors
- 2016: Jess Glynne – Don’t Be So Hard on Yourself
- 2016: Cold Chilling Collective feat. The Rooks – California Love
- 2017: Katy Perry feat. Skip Marley – Chained to the Rhythm
- 2017: Jonas Blue feat. William Singe – Mama
- 2017: Miley Cyrus – Younger Now
- 2017: Hazers – Changes
- 2017: Jonas Blue feat. Moelogo – We Could Go Back
- 2018: Call Me Loop – Give ’n’ Take
- 2018: NOTD feat. Bea Miller – I Wanna Know
- 2018: Charlie Puth feat. Kehlani – Done for Me
- 2018: Kodaline – Follow Your Fire
- 2018: Kygo feat. Miguel – Remind Me to Forget
- 2018: P!nk – Secrets
- 2018: Martin Garrix feat. Khalid – Ocean
- 2018: Clean Bandit feat. Demi Lovato – Solo
- 2018: Matoma feat. Ayme – Losing It Over You
- 2018: Alan Walker feat. Sophia Somajo – Diamond Heart
- 2019: Nina Nesbitt – Colder
- 2019: Dimitri Vegas & Like Mike feat. Era Istrefi – Selfish
- 2019: Jonas Blue feat. Theresa Rex – What I Like About You
- 2019: Mabel – Mad Love
- 2019: Katy Perry – Never Really Over
- 2019: Ritual & Emily Warren – Using
- 2020: Brando – Look into My Eyes
- 2020: Greyson Chance – Dancing Next To Me
- 2020: Ava Max – Salt
- 2020: Jonas Blue, MAX – Naked
- 2020: Kylie Minogue – Say Something

## Auszeichnungen für Musikverkäufe
| Platin-Schallplatte - Schweden - 2022: für die Single Miami 82 |

Anmerkung: Auszeichnungen in Ländern aus den Charttabellen bzw. Chartboxen sind in ebendiesen zu finden.
| Land/RegionAuszeichnungen für Musikverkäufe (Land/Region, Auszeichnungen, Verkäufe, Quellen) | Gold | Platin     | Verkäufe | Quellen         |
| -------------------------------------------------------------------------------------------- | ---- | ---------- | -------- | --------------- |
| Norwegen (IFPI)                                                                              | —    | 2× Platin2 | 60.000   | ifpi.no         |
| Schweden (IFPI)                                                                              | —    | Platin1    | 80.000   | Einzelnachweise |
| Insgesamt                                                                                    | —    | 3× Platin3 |          |                 |